# Kantonale Volksabstimmung «Aufhebung der obligatorischen Urnenwahl für Gemeindevizepräsident resp. Gemeindevizepräsidentin»
Die Kantonale Volksabstimmung «Aufhebung der obligatorischen Urnenwahl für Gemeindevizepräsident resp. Gemeindevizepräsidentin» war eine Volksabstimmung im Schweizer Kanton Solothurn, die am 25. September 2005 stattfand. Inhalt der Vorlage war es, die Gemeinden des Kantons zukünftig selber über die Notwendigkeit einer Wahl für den Gemeindevizepräsidenten entscheiden zu lassen.

## Hintergründe und Inhalt
Der Solothurner Regierungsrat erarbeitet 2004 drei Massnahmen, um den Gemeinden mehr Autonomie zu verschaffen, was das Stimm- und Wahlrecht ihrer Gemeinde betrifft. So sollten die Gemeinden zukünftig ermächtigt werden:
- das Ausländerstimmrecht für Niedergelassene fakultativ einzuführen
- die obligatorische Urnenwahl für den Gemeindevizepräsident beizubehalten oder abzuschaffen
- das Stimm- und Wahlrechtsalter der Kirchengemeinden fakultativ auf 16 Jahre zu senken

Bisher war die Notwendigkeit einer Wahl des Gemeindevizepräsidenten durch die Verfassung des Kantons Solothurn vorgeschrieben. Der Regierungsrat sah diese Praktik als nicht mehr angebracht und argumentierte damit, dass:
- für das Amt des Gemeindevizepräsidenten schwierigere Voraussetzungen gelten würden, als für den Gemeindepräsident selber. Im Gegensatz zum Gemeindepräsidenten, gilt für den Gemeindevizepräsidenten nämlich die Auflage, dass dieser im Gemeinderat sein müsse. Da die Gemeinderatsmitglieder ihrerseits bereits vom Volk gewählt werden müssen, bräuchte es für das Amt des Gemeindevizepräsidenten somit insgesamt zwei gewonnene Wahlen, während man es zum Gemeindepräsident mit nur einer erfolgreichen Wahl erreichen kann.
- eine Vakanz des Gemeindepräsidentamtes während der Amtsperiode bisher meistens zwei nötige Wahlen mit sich zog. Da in der Regel der Gemeindevizepräsident zum Gemeindepräsident nachrückt – dennoch aber gewählt werden muss – würde wiederum dessen Stelle als Vizepräsident vakant werden und eine zweite Wahl nötig werden. Den Gemeinden entstehe in einer solchen Situation eine doppelte Belastung.

Trotz dieser Ansicht wollte man Gemeinden auch nicht verbieten weiterhin auf eigenen Wunsch eine Wahl zum Gemeindevizepräsident abzuhalten. Aus diesem Grund wollte man lediglich den entsprechenden Abschnitt (Art. 27 Ziffer 4b) aus der Kantonsverfassung entfernen, damit die Regelung einer nötigen Wahl oder nicht zukünftig der Gemeindeordnung der Gemeinden überlassen wird.

## Abstimmungsergebnis
Sieben von zehn Bezirke nahmen die Vorlage an. Die Zustimmung lag zwischen 42 % im Bezirk Thierstein und 71 % im Bezirk Solothurn. Im kantonalen Durchschnitt wurde die Vorlage bei einer Stimmbeteiligung von 52 % mit 55 % Ja-Stimmen angenommen. Die daraufhin in einer Teilrevision geänderte Kantonsverfassung trat am 1. November 2005 in Kraft. Die am gleichen Tag beiden anderen stattgefundenen Volksabstimmungen zur Steigerung der Autonomie der Gemeinden über das Wahlrecht ab 16 Jahren und für Niedergelassene wurden hingegen abgelehnt.
| Bezirk      | Stimmbeteiligung | Ja (Anzahl) | Nein (Anzahl) | Ja (Prozent) | Nein (Prozent) | Annahme |
| ----------- | ---------------- | ----------- | ------------- | ------------ | -------------- | ------- |
| Bucheggberg | 52,35 %          | 1'916       | 1'036         | 64,91 %      | 35,09 %        | Ja      |
| Dorneck     | 56,87 %          | 4'099       | 3'056         | 57,29 %      | 42,71 %        | Ja      |
| Gäu         | 54,06 %          | 2'805       | 3'319         | 45,80 %      | 54,20 %        | Nein    |
| Gösgen      | 54,32 %          | 4'106       | 3'658         | 52,89 %      | 47,11 %        | Ja      |
| Lebern      | 50,40 %          | 7'965       | 6'361         | 55,60 %      | 44,40 %        | Ja      |
| Olten       | 50,47 %          | 8'712       | 7'177         | 54,83 %      | 45,17 %        | Ja      |
| Solothurn   | 47,75 %          | 3'511       | 1'438         | 70,94 %      | 29,06 %        | Ja      |
| Thal        | 56,94 %          | 2'356       | 3'060         | 43,50 %      | 56,50 %        | Nein    |
| Thierstein  | 54,72 %          | 2'172       | 3'021         | 41,83 %      | 58,17 %        | Nein    |
| Wasseramt   | 49,19 %          | 8'586       | 6'184         | 58,13 %      | 41,87 %        | Ja      |
| Total (10)  | 51,83 %          | 46'228      | 38'310        | 54,68 %      | 45,32 %        | Ja      |